# كارل شيرمان
كارل شيرمان (بالإنجليزية: Carl Sherman)‏ هو محامي وسياسي أمريكي، ولد في 1891 في أولوموتس في التشيك، وتوفي في 17 يوليو 1956.